# Pierre Abraham de La Bretonnière
Pierre Abraham, sieur de La Bretonnière (11 février 1701, Tours - 9 novembre 1778, Tours), est un poète français.

## Biographie
Né d'une famille de négociants tourangeaux, donné comme parent du jurisconsulte Jacques Abraham (1616-1679), Pierre Abraham est le fils de Maurice Abraham, marchand-fabricant en soie, bourgeois de Tours, conseiller-secrétaire du roi et trésorier de France au bureau des finances de la généralité de Poitiers.
Bourgeois de Tours, il ne suit pas la carrière paternelle du commerce et se consacre aux lettres et la poésie.

## Ouvrages
- La Touraine, poème (1741)

### Sources
- Jean-Louis Chalmel, Histoire de Touraine: depuis la conquête des Gaules par les Romains, jusqu'à l'année 1790,  1841
- Jean-Louis Chalmel, Dictionnaire biographique de tous les hommes célèbres nés dans cette province,  1828
- Jean-Louis Chalmel, Histoire de Touraine jusqu'à l'année 1790, Volume 4, 1828
- Robert Sabatier, Histoire de la poésie française - Poésie du XVIIIe siècle, Albin Michel, 1975
- François Caillou (dir.), Une administration royale d'Ancien Régime : le bureau des finances de Tours, Presses universitaires François-Rabelais, Tours, 2005